# Gyoerffyella myrmecophagiformis
Gyoerffyella myrmecophagiformis är en svampart som beskrevs av Melnik & Dudka 1990. Gyoerffyella myrmecophagiformis ingår i släktet Gyoerffyella, divisionen sporsäcksvampar och riket svampar.   Inga underarter finns listade i Catalogue of Life.